# Urgel (Lérida)
Urgel (oficialmente en catalán, Urgell) es una comarca española situada en el sureste de la provincia de Lérida, comunidad autónoma de Cataluña.

## Geografía

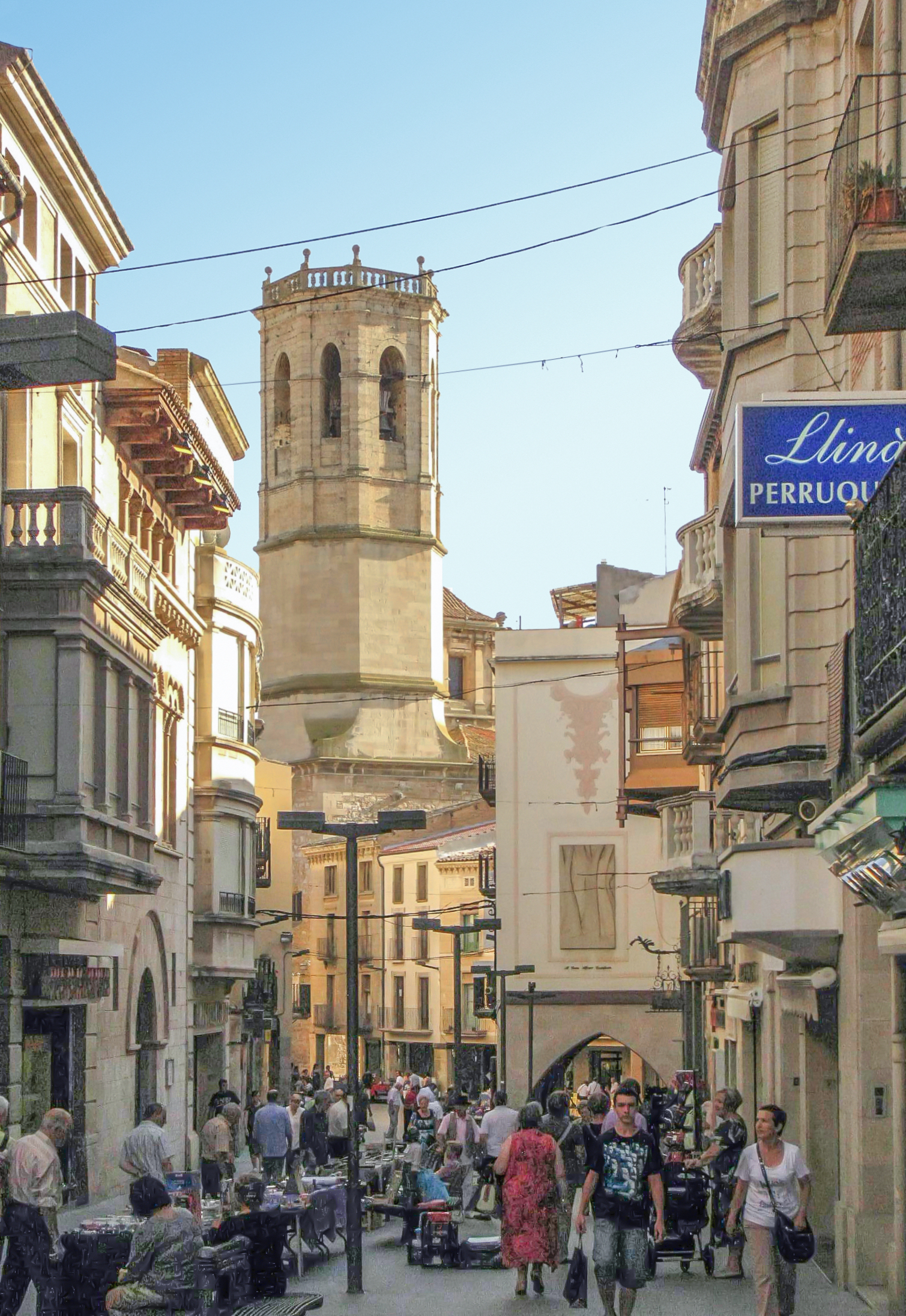
Tárrega, la capital comarcal.

La comarca del Urgel es un territorio de transición. Se sitúa en la parte central de las llanuras de poniente, en la depresión central catalana. Forma parte de cuatro unidades de relieve que configuran cuatro unidades geográficas bien diferenciadas: la llanura de Urgel, la ribera del Sió, la cuenca de Ondara y el valle del Corb. Estas cuatro unidades se extienden más allá de los límites de la actual comarca de Urgel.

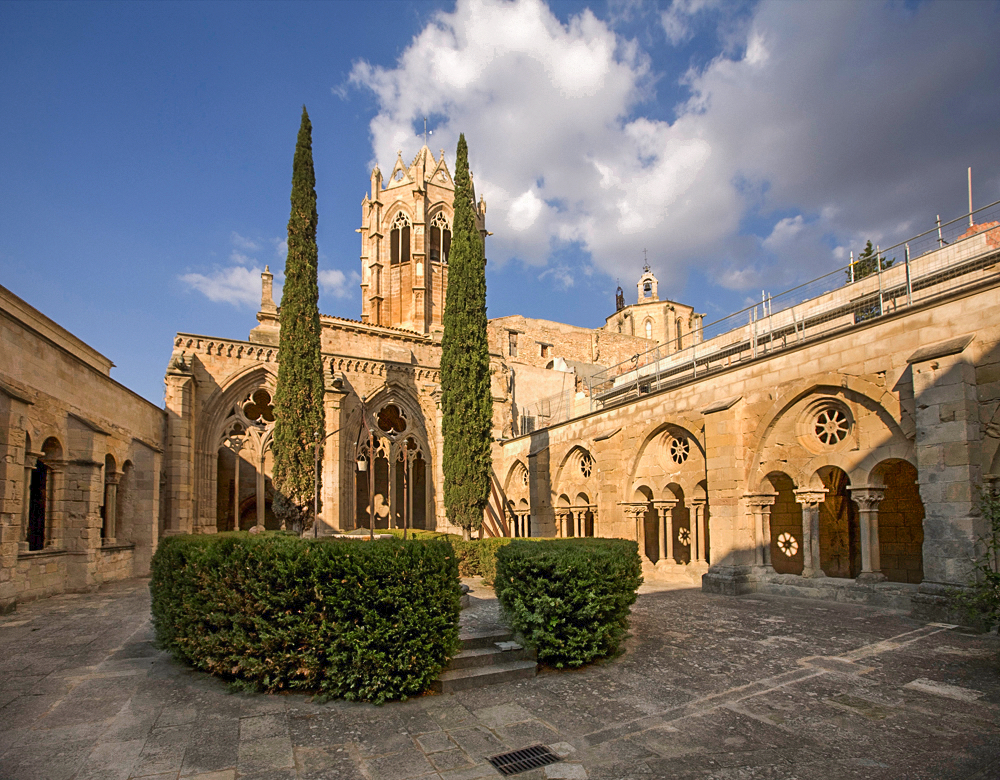
Monasterio de Vallbona.

El sector de la llanura de Urgel comprende el sector central de la comarca y está constituido por un relieve con pendientes suaves. Tiene una ligera inclinación, de este a oeste. Va de la cota 400 m en las cercanías de la Segarra a poco menos de 300 m. La pendiente general se hace más suave hacia el oeste. Precisamente la parte más occidental corresponde al sector regado por el canal de Urgel.
La llanura urgelense queda cortada en las cercanías de Tárrega por pequeños cerros que sobresalen de manera destacada en medio de la llanura: el cerro de Claravalls (359 m s. n. m.), el cerro de la Lavanda (368 m s. n. m.) o el cerro de Sant Eloi (410 m s. n. m.). Este último es un mirador excelente de la ciudad de Tárrega.
La llanura de Urgel está atravesada por los ríos Ondara y Cuervo. La cuenca del río de Ondara comprende relieves elevados y encajados por torrentes del sector oriental del Urgel y la Segarra.
El sector sur de la comarca de Urgel comprende un conjunto de sierras elevadas, que alcanzan las cotas máximas en la sierra del Tallat, en el límite con la Cuenca de Barberá (Tossal Gros, 803 m). Todo el sector sureste de la comarca se encuentra por encima de la cota de los 500 m, con numerosos cerros: el Comella Grande (708 m s. n. m.), el cerro del Tomasseta (697 m s. n. m.) y el cerro de Solans (654 m s. n. m.). El río Corb y sus afluentes se han encajado profundamente, dando lugar a un paisaje muy contrastado con el de la llanura.
En el norte también existen un conjunto de sierras, pero de menor altitud. La llanura de Urgel está cerrada por el norte por la sierra de Almenara, alargada de este a oeste, y alcanza la cota máxima en el Pilar de Almenara con 456,8 m, desde donde se tiene una panorámica extraordinaria de la llanura de Urgel. La sierra de Almenara es consecuencia de un plegamiento de los materiales sedimentarios. Más al norte hay un segundo pliego, paralelo al anterior, que forma la sierra de Montclar, en parte de la comarca de la Noguera.
Un corte abierto para la construcción de la carretera de Tárrega-Agramunt-Artesa de Segre muestra el origen de este plegamiento o bombeo de las capas de materiales. El corte de la carretera deja al descubierto un conjunto de pliegues formados en capas donde hay diferentes niveles de yeso.
Entre las sierras de Almenara y de Montclar está la ribera del Sió, formada por el valle del río del mismo nombre, de unos 10 kilómetros de anchura y que continúa por tierras de la Noguera.

### Clima

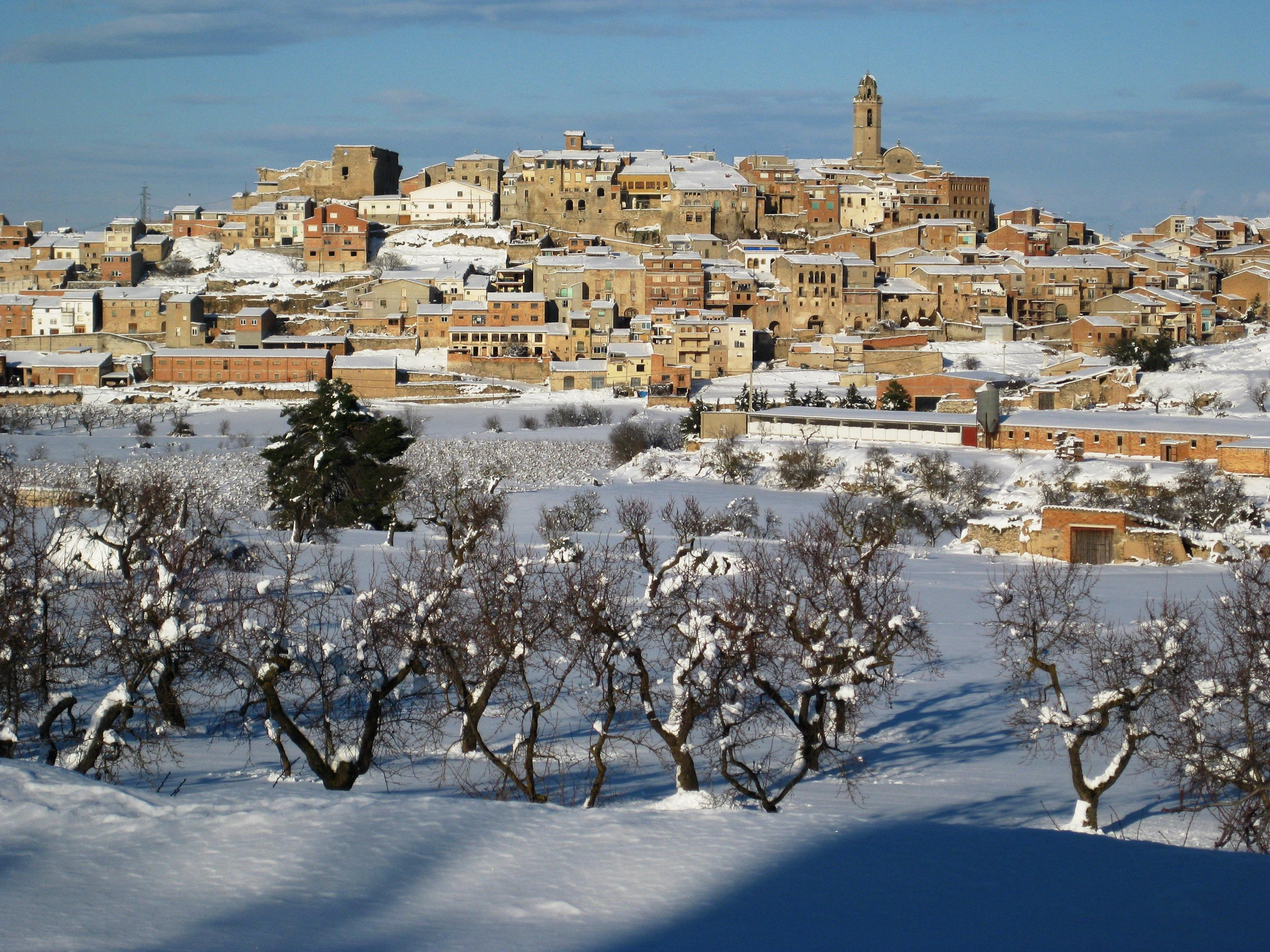
Maldá nevada.

El clima de Urgel es mediterráneo con influencia continental. La escasa diferencia altitudinal entre los diversos sectores de la comarca no condiciona muchos contrastes climáticos en el interior de la comarca. Se nota una acentuación en la oscilación térmica en la parte media e inferior de la comarca. Las nieblas de inversión térmica son frecuentes de otoño a primavera en los días de calma. Las nieblas pueden levantarse durante el día, pero pueden darse durante más de una semana seguida. Cuando las temperaturas bajan del cero, hay niebla, se forma escarcha en las tierras y plantas. En la sierra del Tallat se observa cierta influencia marítima y un ligero descenso de la temperatura derivado de la altitud.
La temperatura media anual se sitúa entre los 13 y 14 °C en casi toda la comarca, seguramente algo menos en la sierra del Tallat y otras vertientes elevadas. Las temperaturas invernales son bajas, con medias mensuales de enero situadas entre los 3 y los 5 °C. Los veranos son bastante cálidos, aunque las noches pueden ser frescas. Las medias mensuales de julio se sitúan entre los 23 y 25 °C.
Las precipitaciones son normalmente escasas, con medias anuales inferiores a los 500 mm en casi toda la comarca. Llueve más hacia los sectores montañosos de los extremos norte y sur de la comarca. El invierno suele ser la estación menos lluviosa, seguida del verano, que es muy seca. Mayo es el mes más lluvioso.

## Municipios
La topografía relativamente plana permitió una ocupación humana casi igual en toda la comarca. Ningún curso de agua importante, ni ningún accidente del relieve condicionó que ningún lugar de la actual comarca de Urgel tuviera un papel destacado sobre los demás, al menos hasta el siglo XVIII. Sin embargo, el clima no permitió no disponer de grandes recursos.
Ya en el siglo XVI se destacan varias poblaciones, que durante tres siglos serán las que centrarán la actividad económica y política. Las más importantes son Tárrega en la cuenca de Ondara y Agramunt, en la ribera del río Sió. También destacan Verdú, en la cuenca de Ondara, Guimerá, en el valle del Corb, y Bellpuig y Anglesola en la llanura.

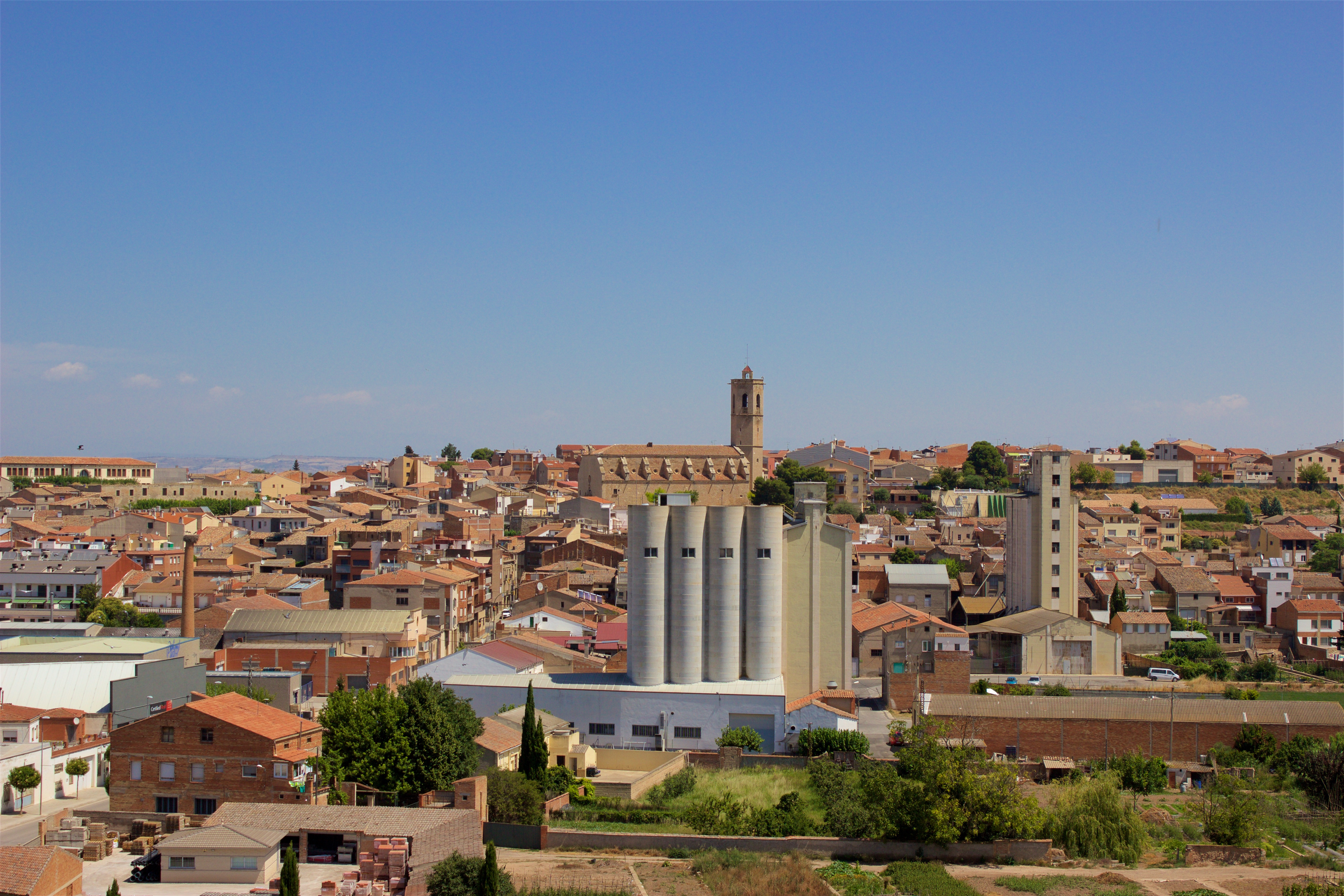
Bellpuig.

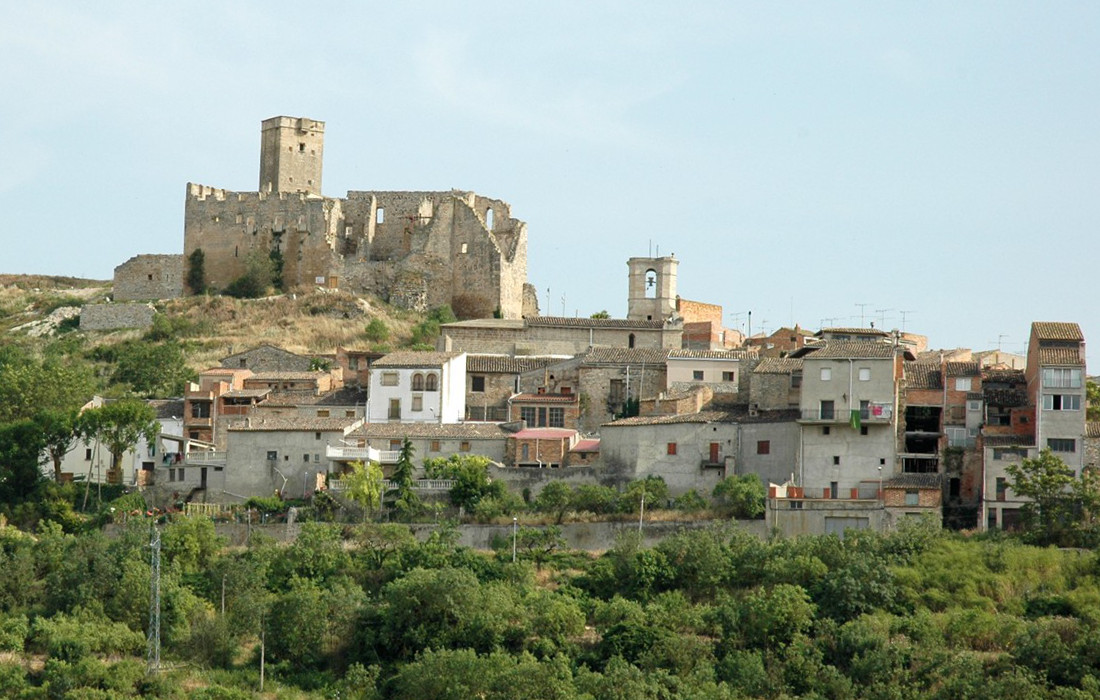
Ciutadilla.

| Municipio                                      | Habitantes | Municipio                                       | Habitantes |
| ---------------------------------------------- | ---------- | ----------------------------------------------- | ---------- |
| Agramunt                                       | 5212       | Anglesola                                       | 1293       |
| Belianes                                       | 608        | Bellpuig                                        | 4243       |
| Castellserá (Castellserà)                      | 1117       | Ciutadilla                                      | 245        |
| Fuliola (la Fuliola)                           | 1234       | Guimerá (Guimerà)                               | 361        |
| Maldá (Maldà)                                  | 283        | Nalech (Nalec)                                  | 92         |
| Omélls de Nagaya (Els Omells de na Gaia)       | 156        | Ossó de Sió                                     | 230        |
| Preixana                                       | 413        | Puigvert de Agramunt (Puigverd d'Agramunt)      | 244        |
| Sant Martí de Río Corb (Sant Martí de Riucorb) | 697        | Tornabous                                       | 824        |
| Tárrega (Tàrrega)                              | 17 035     | Vallbona de las Monjas (Vallbona de les Monges) | 264        |
| Verdú                                          | 1074       | Vilagrasa (Vilagrassa)                          | 449        |

## Economía

### Agricultura y ganadería

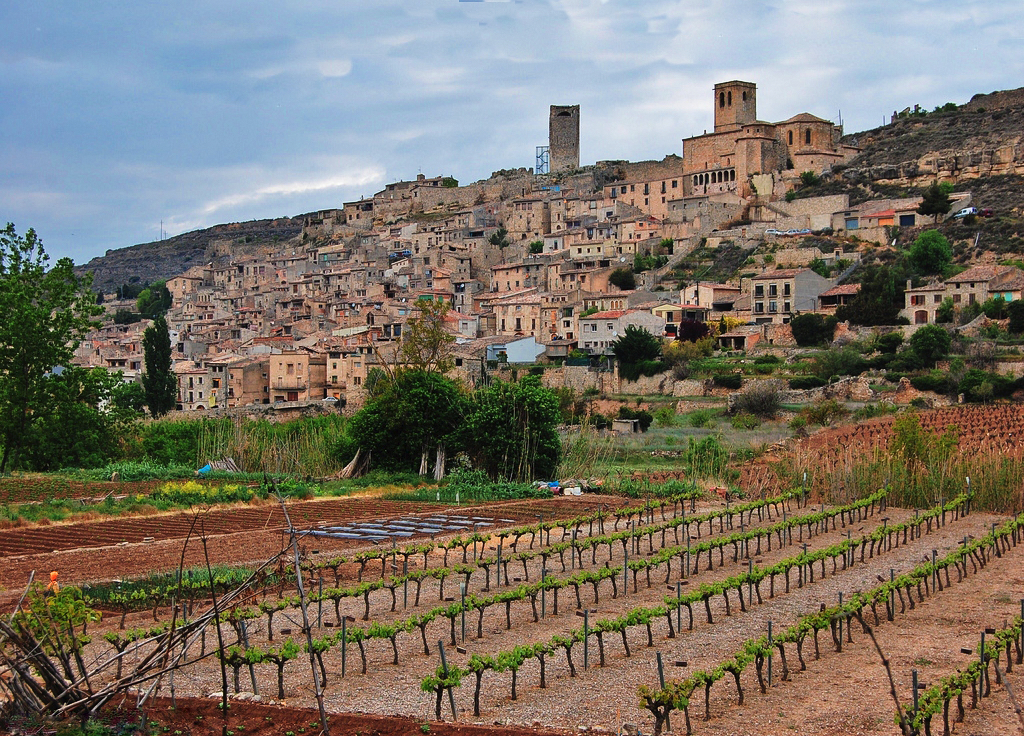
Guimerá.

La agricultura ha sido siempre la base de la actividad tradicional de la comarca. Hasta el siglo XVIII predominaba una agricultura de secano de cereales (trigo, cebada, avena, vid, almendro y olivo). Había unos cuantos huertos en los regueros y cerca de los ríos. A lo largo del siglo XVIII la actividad agrícola toma un fuerte empuje y numerosas tierras, hasta entonces de bosque, matorral o pastos, son plantadas de viña, olivos y almendros.
Las llanuras de Urgel eran consideradas por muchos como tierras de gran futuro agrícola, solo faltaba el agua. Y así nació el proyecto del canal de Urgel. Las transformaciones producidas por el canal de Urgel solo afectan directamente a una parte de la comarca. Tres cuartas partes de la tierra cultivada es de secano.
Unos dos tercios del regadío es dedicado a cereales para grano. El regadío no comportó cambios importantes en los cultivos de manera inmediata, ya que se continuó cultivando trigo y cebada, de secano. La falta de agua para regar en verano dificultó la introducción de plantas de verano. Hasta la década de 1960, con una mejor regularización del caudal del canal, no se modificó el tipo de cultivos. A partir de este momento el maíz ocupa cada vez más terreno, como también algunos forrajes (alfalfa) y hortalizas (cebollas). Actualmente el maíz es el cultivo más extendido en el regadío de Urgel. Los frutales ocupan una extensión reducida.
Los mejores regadíos son los de la llanura, que ocupan poca extensión en la comarca actual, ya que una parte importante ha sido incorporada a la nueva comarca de la Plana de Urgel.
Del secano destaca sobre todo los cereales para grano, en especial cebada. Solo una superficie reducida, en especial en el sur de Urgel, se destinaba a la vid, el olivo y el almendro.
La ganadería es una actividad complementaria a la agricultura, que en numerosas ocasiones se ha convertido en la actividad económica principal del campo. En Urgel existe una ganadería industrial porcina y avícola. Las granjas se orientan mayoritariamente al engorde del cerdo y el pollo. Hay también granjas dedicadas a la cría de gallinas de puesta y conejos. El sistema de explotación de integración es muy utilizado. La casa integradora, normalmente una fábrica de piensos, sirve los animales, cubre la atención veterinaria, facilita el pienso y comercializa las ventas. El agricultor pone la granja y we encarga del mantenimiento y del engorde del ganado. En el sector del regadío también es importante la ganadería vacuna, sobre todo de vacas de leche y engorde de terneros.

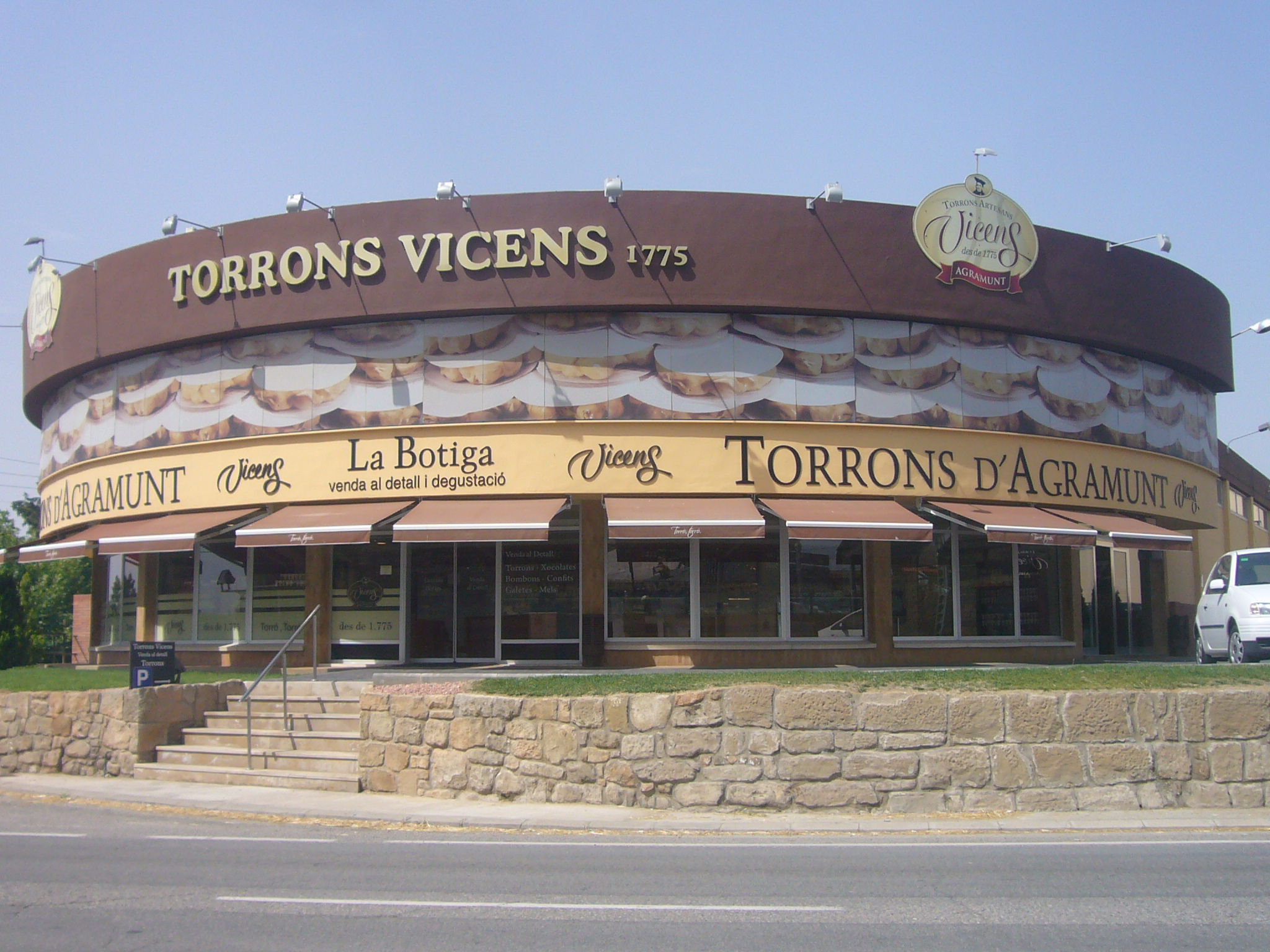
Turrones de Agramunt.

### Industria
A pesar de la importancia de la agricultura y la ganadería, la industria es la actividad que ocupa a más gente en la comarca. La industria está muy diversificada. Sus ramas principales son la agropecuaria, la textil y la metalúrgica. El centro industrial más importante es Agramunt, gracias a su importancia agrícola, i la fàbrica de Turrón de Agramunt. 
Dentro las industrias agropecuarias destacan las de producción de aceite, mataderos, fábricas de embutidos, harineras, pastelerías, secadores de maíz y deshidratación de alfalfa. Hay varias fábricas de pienso. La industria metalúrgica es la que ocupa a más gente, en maquinaria agrícola y material de transporte. También destacan las industrias textiles (yute, algodón) y la del papel.